# 神埼郵便局
神埼郵便局（かんざきゆうびんきょく）は佐賀県神埼市にある郵便局。民営化前の分類では集配普通郵便局であった。

## 概要
住所：〒842-8799 佐賀県神埼市神埼町神埼341

## 沿革
- 1872年1月14日（明治4年12月5日） - 神埼郵便取扱所として開設[1]。
- 1875年（明治8年）1月1日 - 神埼郵便局（五等）となる。
- 1883年（明治16年）6月1日 - 為替・貯金取扱を開始。
- 1897年（明治30年）2月1日 - 神埼郵便電信局となる。
- 1903年（明治36年）4月1日 - 通信官署官制の施行に伴い神埼郵便局となる。
- 1957年（昭和32年）9月 - 局舎落成。
- 1963年（昭和38年）3月1日 - 特定郵便局から普通郵便局に局種別改定[2]。
- 1973年（昭和48年）4月2日 - 神埼郡神埼町神埼三丁目から同町神埼二丁目に移転。
- 1998年（平成10年）9月1日 - 外国通貨の両替および旅行小切手の売買に関する業務取扱を開始。
- 2007年（平成19年）10月1日 - 民営化に伴い、併設された郵便事業神埼支店に一部業務を移管。
- 2012年（平成24年）10月1日 - 日本郵便株式会社発足に伴い、郵便事業神埼支店を神埼郵便局に統合。

## 取扱内容
- 郵便、印紙、ゆうパック、内容証明
- 貯金、為替、振替、振込、国際送金、国債、投資信託
- 生命保険、バイク自賠責保険、自動車保険
- ゆうちょ銀行ATM
- 神埼市内の一部地域の集配業務
- ゆうゆう窓口

## 周辺
- 神埼市役所
- 神埼警察署
- 櫛田宮
- 国道34号
- 国道385号
- 城原川（筑後川支流）

## アクセス
- JR長崎本線 神埼駅から南へ約1.1km（徒歩約13分）
- 西鉄バス、昭和バス 神埼協和町停留所下車
- 長崎自動車道 東脊振ICから南西へ約6.5km
- 駐車場あり：11台